# پیام نسیم
پیام نسیم، نام آلبومی است با خوانندگی محمدرضا شجریان، که در آواز ابوعطا اجرا شده‌است. این اثر حاصل ضبط اجرای شجریان و گروه همراه در کنسرت‌ بوستون آمریکا است.

## شرح

### هنرمندان
- خواننده: محمدرضا شجریان
- تار: داریوش پیرنیاکان
- نی: جمشید عندلیبی
- تنبک: مرتضی اعیان
- صدابردار: ایرج حقیقی
- طرح: هوشنگ امیراردلان
- خوشنویسی: محمد حیدری
- شعر از سعدی، حافظ و باباطاهر همدانی

### فهرست
- پیش‌درآمد ابوعطا
- ساز و آواز (درآمد ابوعطا، حجاز، فرود به ابوعطا)
- تصنیف پیام نسیم
- ساز و آواز (درآمد کردبیات)
- تکنوازی نی (گوسفند خوان)
- قطعه ضربی
- ساز و آواز (دشتستانی، قوچانی، گرمانجی، غم‌انگیز، سارنگی، دیلمان)
- دیلمان
- چهارمضراب رقص شمشیر
- تصنیف دل بردی
- تصنیف قدیمی سرو خجل
- رنگ ابوعطا دم جنبانک

## اشعار
آواز ابوعطا
ای صبا نَکهَتی از خاکِ رَهِ یار بیار
بِبَر اندوهِ دل و مژدهٔ دلدار بیار (درآمد)
نکته‌ای روح فَزا از دهنِ دوست بگو
نامه‌ای خوش خبر از عالَمِ اسرار بیار(درآمد)
به وفایِ تو که خاکِ رَهِ آن یارِ عزیز
بی غباری که پدید آید از اغیار بیار
گَردی از رهگذرِ دوست به کوریِ رقیب
بهرِ آسایش این دیدهٔ خونبار بیار(حجاز)
شُکر آن را که تو در عِشرتی ای مرغِ چمن
به اسیرانِ قفس مژدهٔ گلزار بیار(حجاز)
روزگاریست که دل چهرهٔ مقصود ندید(فرود)
ساقیا آن قدحِ آینه کردار بیار(درآمد)

تصنیف اول (ابوعطا)
ز کوی یار می‌آید نسیم باد نوروزی
از این باد ار مدد خواهی چراغ دل برافروزی (درآمد)
چو گل گر خرده‌ای داری خدا را صرف عشرت کن
که قارون را غلط‌ها داد سودای زراندوزی (درآمد)
به صحرا رو که از دامن غبار غم بیفشانی
به گلزار آی کز بلبل غزل گفتن بیاموزی (حجاز)
جدا شد یار شیرینت کنون تنها نشین ای شمع
که حکم آسمان این است اگر سازی و گر سوزی (حجاز و فرود)
می‌ای دارم چو جان صافی و صوفی می‌کند عیبش
خدایا هیچ عاقل را مبادا بخت بد روزی (اشاره به دشتی)